# Henning Schindekopf
Henning Johann Schindekopf, talvolta Schindenkop (Vestfalia, 1330 circa – Rudau, 17 febbraio 1370), fu cavaliere teutonico, comandante e infine gran maresciallo dell'ordine religioso cavalleresco.

## Biografia
Menzionato per la prima volta nel 1348 come membro dell'ordine teutonico attivo a Königsberg, Schindekopf salì al comando superiore nella gerarchia in veste di comandante di Ragnit nella contesa terra di confine tra Stato monastico e Granducato di Lituania. Data la costante minaccia rappresentata da Ragnit, era consuetudine dell'ordine a quel tempo collocare in quella commanderia cavalieri particolarmente qualificati. Il costante conflitto bellico con la Lituania finì per plasmare la vita e la carriera di Schindekopf.
Nel 1354, Schindekopf ricevette l'incarico di comandante dell'importante commanderia di Balga: in quella sede, confermò lo statuto della città di Rastenburg nel 1357.
Nel 1359, il Gran maestro Winrich von Kniprode nominò Schindekopf, descritto come impetuoso e irascibile, come Ordensmarschall e komtur di Königsberg. Da lì, ebbe il difficile compito di coordinare la guerra con il Granducato di Lituania, ancora fedele al culto tradizionale. A causa della sequela infinita di lotte, si dimostrò impossibile assicurare permanentemente il territorio dell'ordine: per questo ci si dovette limitare a compiere delle raisen, ovvero delle incursioni, mentre i lituani, specialmente sotto il loro granduca Kęstutis, devastavano i territori nemici effettuando altrettante razzie. I metodi di combattimento delle truppe teutoniche non erano diversi da quelli dei loro avversari. Poiché nel corso del tempo era diventata una tradizione della nobiltà dell'Europa occidentale quella di partecipare come "ospiti" delle crociate, l'ordine riuscì a impiegare questo potenziale bellico al servizio dei suoi interessi. Il maresciallo del gruppo cavalleresco dei teutonici, ovvero in quel frangente Schindekopf, giocò un ruolo chiave in questa politica. Anche se Schindekopf ottenne alcuni successi che suscitarono grande entusiasmo, come la cattura temporanea di Kęstutis, il nemico non patì definitivamente il colpo.
Nell'inverno del 1370, il maresciallo dell'ordine affrontò una minaccia in apparenza formidabile: l'intera forza militare della Lituania, sotto entrambi i granduchi lituani Algirdas e Kęstutis, tornato nel frattempo libero, attaccò il cuore dello Stato monastico da nord-est in gennaio. Il contingente dell'ordine, integrato da cavalieri di Livonia e da signori di potenze straniere, marciò in due colonne sotto il Gran maestro Winrich von Kniprode e il maresciallo dell'ordine Henning Schindekopf per scontrarsi con i lituani e i loro alleati. Il 17 febbraio 1370, a nord-est di Königsberg, l'ordine vinse la battaglia di Rudau, durante la quale Schindenkopf fu ferito a morte. Le sue ferite si rivelarono troppo estese quando lo stavano ancora portando verso Königsberg. A subentrare nel suo incarico fu Rüdiger von Elner (XIII secolo-1396).

## Lascito
Nella stessa Rudau, è stato eretto un monumento sul luogo della caduta di Henning Schindekopf. Si dice che la chiesa di Quednau abbia custodito l'elmo, i guanti e il bastone da maresciallo della tenuta di Henning Schindekopf per secoli dopo la battaglia. A Schindekop fu dedicata una via a Königsberg nel 1911, la quale collegava via Stresemann a viale Samitter.
La scrittrice tedesca Agnes Miegel ha dedicato una delle sue ballate al ruolo di Henning Schindekopf nella battaglia di Rudau.